# Frederick Winslow Taylor
Frederick Winslow Taylor (Filadelfia, 20 de marzo de 1856   - Filadelfia, 21 de marzo de 1915) fue un ingeniero mecánico estadounidense, promotor de la organización científica del trabajo y es considerado el padre de la Administración Científica. En 1878 efectuó sus primeras observaciones sobre la industria del trabajo en la industria del acero. A ellas les siguieron una serie de estudios analíticos sobre tiempos de ejecución y remuneración del trabajo. Sus principales puntos fueron clave para determinar científicamente el concepto de trabajo estándar, crear una revolución mental y un trabajador funcional a través de diversos conceptos que se instruyen a partir de un trabajo suyo publicado en 1903 llamado Shop Management.
Según Antonio Siera Monra, Taylor desde su adolescencia comenzó a perder la vista; además, su cuerpo era de complexión débil y no podía participar de los juegos que los otros organizaban como el béisbol y el tenis. «Obligado al degradante, para un muchacho, papel de espectador, dedicó su vida a concebir cómo mejorar el rendimiento del esfuerzo físico derrochado por los jugadores mediante un diseño más adecuado de los instrumentos por ellos utilizados».
Esta actitud lo marcaría de por vida, para él lo importante era medir el esfuerzo, el lugar y los movimientos para obtener una vasta información y de ahí, sacar provecho de manera que se diera la mayor eficiencia posible tanto en el deporte como en la producción. Sus biógrafos también lo califican como una persona de actitud inflexible frente a las reglas del juego «incluso un juego de críquet representaba para él una fuente de estudio y de análisis».

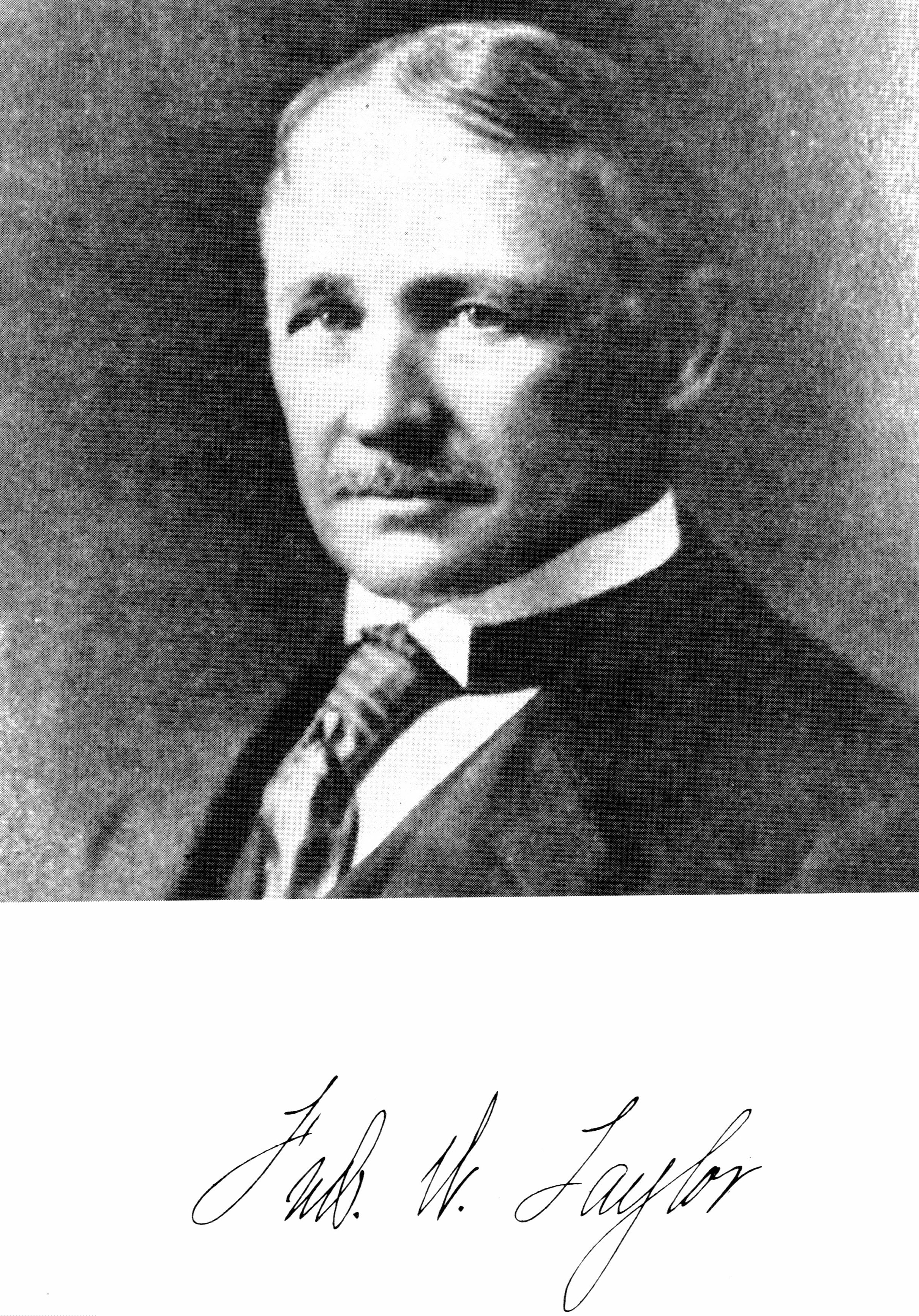

## Teoría de Taylor
Antes de las propuestas de Taylor, los trabajadores eran responsables de planear y ejecutar sus labores. A ellos se les encomendaba la producción y se les daba la "libertad" de realizar sus tareas de la forma que ellos creían era la correcta sin tener conocimientos técnicos. El autor lo describe de esta manera: “encargados y jefes de taller saben mejor que nadie que sus propios conocimientos y destreza personal están muy por debajo de los conocimientos y destreza combinados de todos los hombres que están bajo su mando. Por consiguiente, incluso los gerentes con más experiencia dejan a cargo de sus obreros el problema de seleccionar la mejor forma y la más económica de realizar el trabajo”. De ahí que sus principios “vistos en su perspectiva histórica, representaron un gran adelanto y un enfoque nuevo, una tremenda innovación frente al sistema”. Se debe reconocer aquí que Taylor representa el sueño de una época, como lo es Estados Unidos de los primeros años del siglo XX donde era imperativo alcanzar la mayor eficiencia posible, cuidando el medio ambiente aunado a una explosión demográfica acelerada en las ciudades, una demanda creciente de productos. 
Existe una diferencia muy particular entre la teoría de Taylor y Henri Fayol que resultó adyacente hacia la conyugal del sistema de Estados Unidos, en el uso del tiempo, ya que Fayol se enfoca más en la estructura general de la organización, mientras que Taylor se enfocaba más en el método y herramientas del trabajo para una mejor eficacia. Otra diferencia entre Taylor y Fayol es el área de la pirámide de la organización que estudiaban, una es el nivel operario que es el área de estudio de Taylor mientras que Fayol se dedicó al estudio del área superior de la organización.

## Principios de Taylor
En su libro The Principles of Scientific Management publicado en 1911 mencionaba los principios que sustentaban la perspectiva científica de la administración y le daban un nuevo giro a la manera de cómo se hacía el trabajo en aquella época, es así como las personas que administran la producción deben adquirir nuevas responsabilidades como se verá a continuación. Según Taylor, la gerencia:
1. Elaboran una ciencia para la ejecución de cada una de las operaciones del trabajo, la cual sustituye al viejo modelo empírico.
2. Seleccionan científicamente a los trabajadores, les adiestran, enseñan y forman, mientras que en el pasado cada trabajador elegía su propio trabajo y aprendía por sí mismo como podía mejorar.[4]
3. Colaboran cordialmente con los trabajadores para asegurarse de que el trabajo se realiza de acuerdo con los principios de la ciencia que se ha elaborado
4. El trabajo y la responsabilidad se reparten casi por igual entre la gerencia y los obreros. La gerencia toma bajo su responsabilidad todo aquel trabajo para el que está más capacitada que los obreros, mientras que, en el pasado, casi todo el trabajo y la mayor parte de la responsabilidad se echaban sobre las espaldas de los trabajadores (Taylor, p. 43).
5. Estudiar para promover mejores oportunidades para el empleado. El estudio del trabajo no se hace consultando al trabajador, sino en asociación con él.

## Gestión científica
El deseo de Taylor en aplicar su venerado “scientific management”, iba en la noble dirección de conseguir la máxima prosperidad del empresario, así como la máxima prosperidad para el trabajador (Taylor, pág. 21), aun así, después contradice esta afirmación diciendo que ha visto como los trabajadores que empiezan a tener aumentos en su sueldo en más de un 60% se convierten en "tomadores de trago" y empiezan a disminuir su producción y, así, su calidad de vida; de ahí que el 60% en el aumento de sueldo sea para él, el tope máximo a pagarle a quien califique como un trabajador tipo buey.
Se deben citar algunos de los argumentos de Taylor para la aplicación de sus propuestas. Para él, el hombre es por naturaleza perezoso, e intenta escudarse en ello para realizar lentamente su trabajo haciendo creer al empresario que está dando lo mejor de sí. De ahí que se deben medir los tiempos y los movimientos de estos trabajadores para estudiarlos y encontrar la mejor combinación de movimientos musculares para elevar la producción y, también, dar uniformidad a los procesos, lo que no ocurría en el antiguo sistema. Para ello era necesario dividir entre quienes piensan las mejores maneras de hacer el trabajo y quienes tienen las fortalezas físicas para ejecutarlo, a los primeros se les daba la responsabilidad de adiestrar a los segundos hasta obtener de ellos el mayor rendimiento que su cuerpo pudiera dar. También habla de la especialización de tareas, pues de esta manera, el trabajador gana más tiempo y destreza haciendo lo mismo todos los días.
La organización científica del trabajo según Taylor.

El autor afirma, sin temor a que le desmientan, que esta holgazanería constituye el más agudo de los males que afectan a los obreros de Inglaterra y de América.
El mismo Taylor explicaba las etapas para poner en funcionamiento su nueva organización científica del trabajo:
1. Hallar de diez a quince obreros (si es posible en distintas empresas y de distintas regiones) que sean particularmente hábiles en el trabajo a analizar.
2. Definir la serie exacta de movimientos elementales que cada uno de estos obreros lleva a cabo para ejecutar el trabajo analizado, así como los útiles y materiales que emplean.
3. Determinar con un cronómetro el tiempo necesario para realizar cada uno de estos movimientos elementales y elegir el modo más simple de ejecución.
4. Eliminar todos los movimientos mal concebidos, los lentos o inútiles.
5. Tras haber suprimido así todos los movimientos inútiles, reunir en una secuencia los movimientos más rápidos y los que mejor permiten emplear los mejores materiales y útiles.

F. W. Taylor: Principios de dirección científica, Management (1891)

## Principio de Excepción
El Principio de Excepción planteado por Taylor, en el campo de la administración, representa un filtro de información en el que, según sus palabras: «... el administrador debería recibir informes condensados, resumidos e invariablemente comparativos, cubriendo, sin embargo, todos los elementos que son de interés para la administración. Esos resúmenes deberían ser cuidadosamente revisados por un ayudante antes de que lleguen al administrador, y poseer, además, todas las excepciones buenas como de las excepciones malas; se obtiene en pocos minutos, una visión global de los progresos realizados de los reveses y deja al administrador la posibilidad de considerar las líneas de la política, y estudiar el carácter y el ajuste de los hombres importantes bajo su mando».
Lo que sugiere Taylor, es una autonomía relativa a los diferentes departamentos operativos de la empresa y una red de comunicación Algedónica que indique el momento en que la jerarquía debe entrar a funcionar.  Este es el Principio de Excepción en el campo de la Administración de Empresas.
De esta forma la Algedonía (o el Principio de Excepción) representa el mecanismo que une e integra los conceptos de autonomía de un subsistema con los de jerarquía entre subsistemas. A través de dicho mecanismo la libertad de los subsistemas se hace efectiva y real. El subsistema poseerá total autonomía hasta los límites de su capacidad para controlar su conducta. Pasado ese límite, la Algedonía lo hace dependiente de su subsistema jerárquicamente superior a este, dentro de su propia autonomía, resuelva el problema y restituya la autonomía perdida del subsistema subordinado. Así este continuará gozando de "libertad".
Evidentemente, si el sistema jerárquico inmediatamente superior se ve incapacitado de resolver el problema de ese subsistema, entonces deberá acudir, a su vez, a su nivel superior, perdiendo así también su autonomía, en relación con ese problema en particular.